# Francisc Hossu Longin
Francisc Hossu Longin (n. 1847, Zam, comitatul Hunedoara, Regatul Ungariei – d. 1935, Băsești, Regatul României) a fost un deputat în Marea Adunare Națională de la Alba Iulia, organismul legislativ reprezentativ al „tuturor românilor din Transilvania, Banat și Țara Ungurească”, cel care a adoptat hotărârea privind Unirea Transilvaniei cu România, la 1 decembrie 1918 (Cercul Deva și membru MNSR).

## Biografie
În anul 1881 a participat la conferința națională a Partidului Național Român din Ungaria și Transilvania, fiind ales secretar apoi membru în comitet. Înființează un club electoral la Deva. Este unul dintre apărători în procesul Memorandiștilor din 1894. Între anii 1895-1899 este director al Despărțământului Deva al „Astrei”. La 7 noiembrie 1918 este ales membru al Consiliului Național Român din Deva și delegat la Marea Adunare Națională de la Alba Iulia. Este ales membru în Marele Sfat Național al Transilvaniei. A decedat la Băsești în anul 1935.